# Solanum betaceum
Solanum betaceum (tomate de árbol, tomatillo, sachatomate, tomate andino, mango nórdico, tomate serrano, tomate de yuca, berenjena, chilto, tomate de cola, tomate de palo, también conocido por el nombre inventado en inglés, tamarillo)  es un arbusto de 3 a 4 m de altura, con corteza grisácea y follaje perenne. Las primeras descripciones históricas lo ubican en Perú, Bolivia y algunos lugares del norte de Argentina. Se cultiva en Perú, Colombia, Ecuador, Bolivia, Argentina y Venezuela.

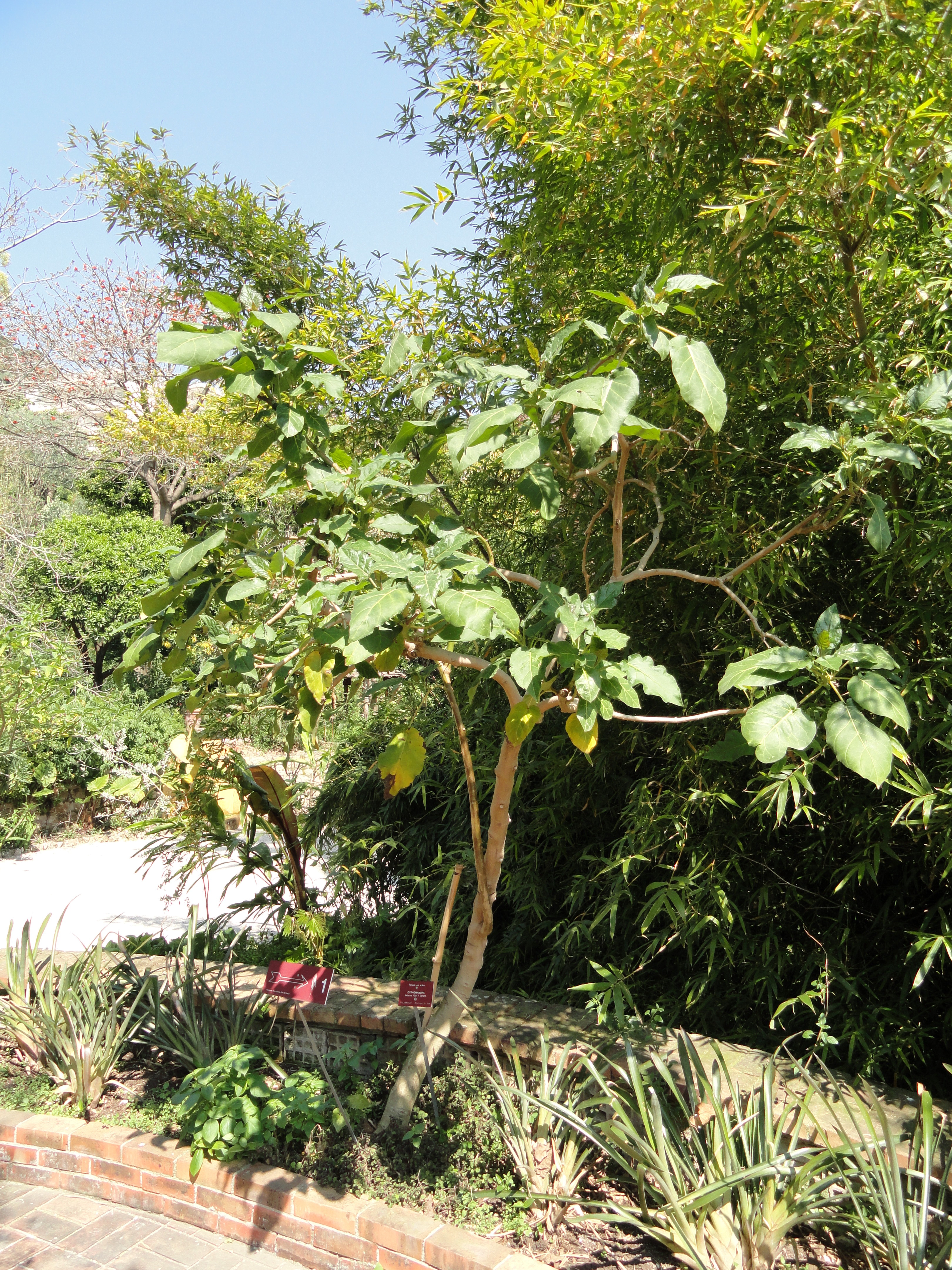
Vista de la planta

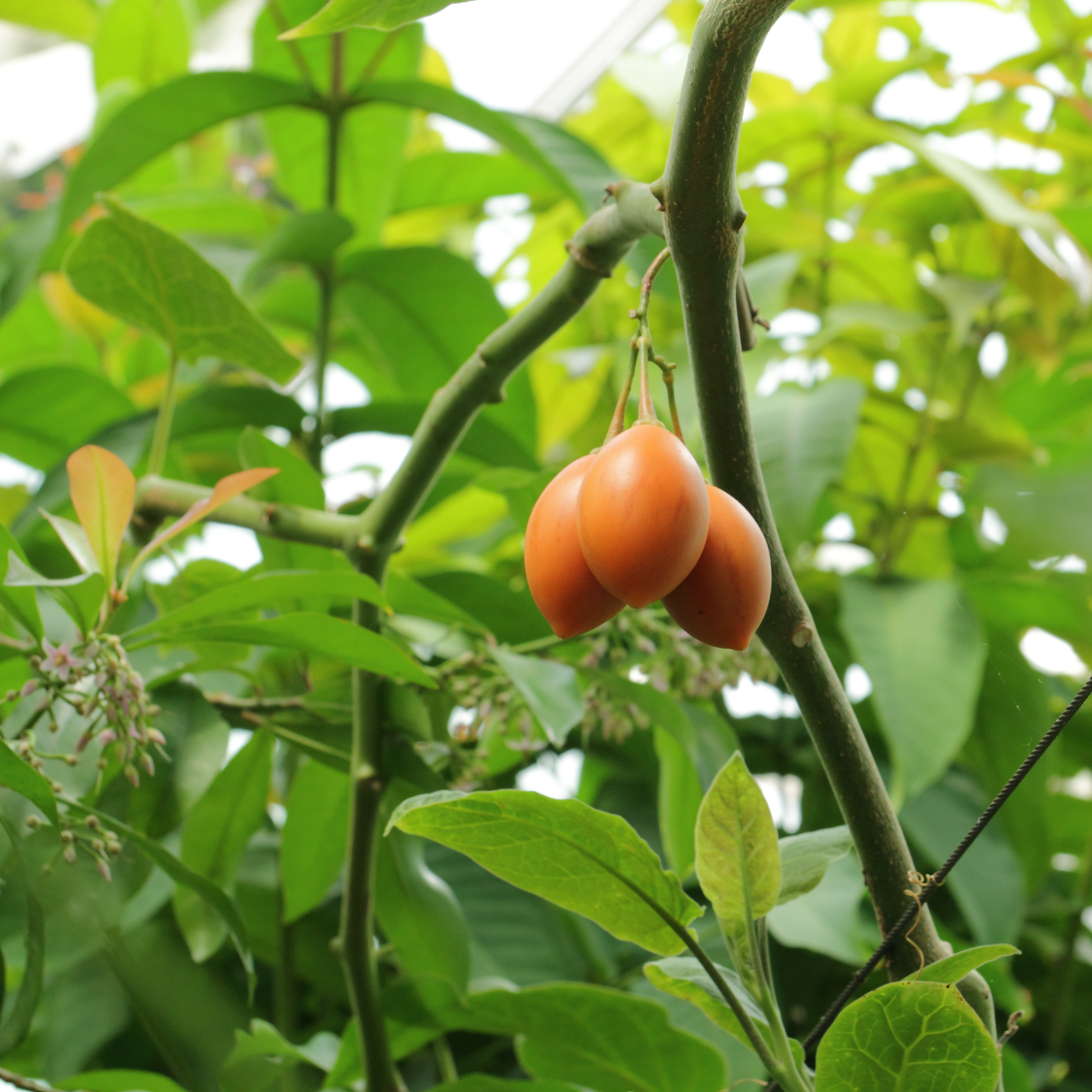
Frutos

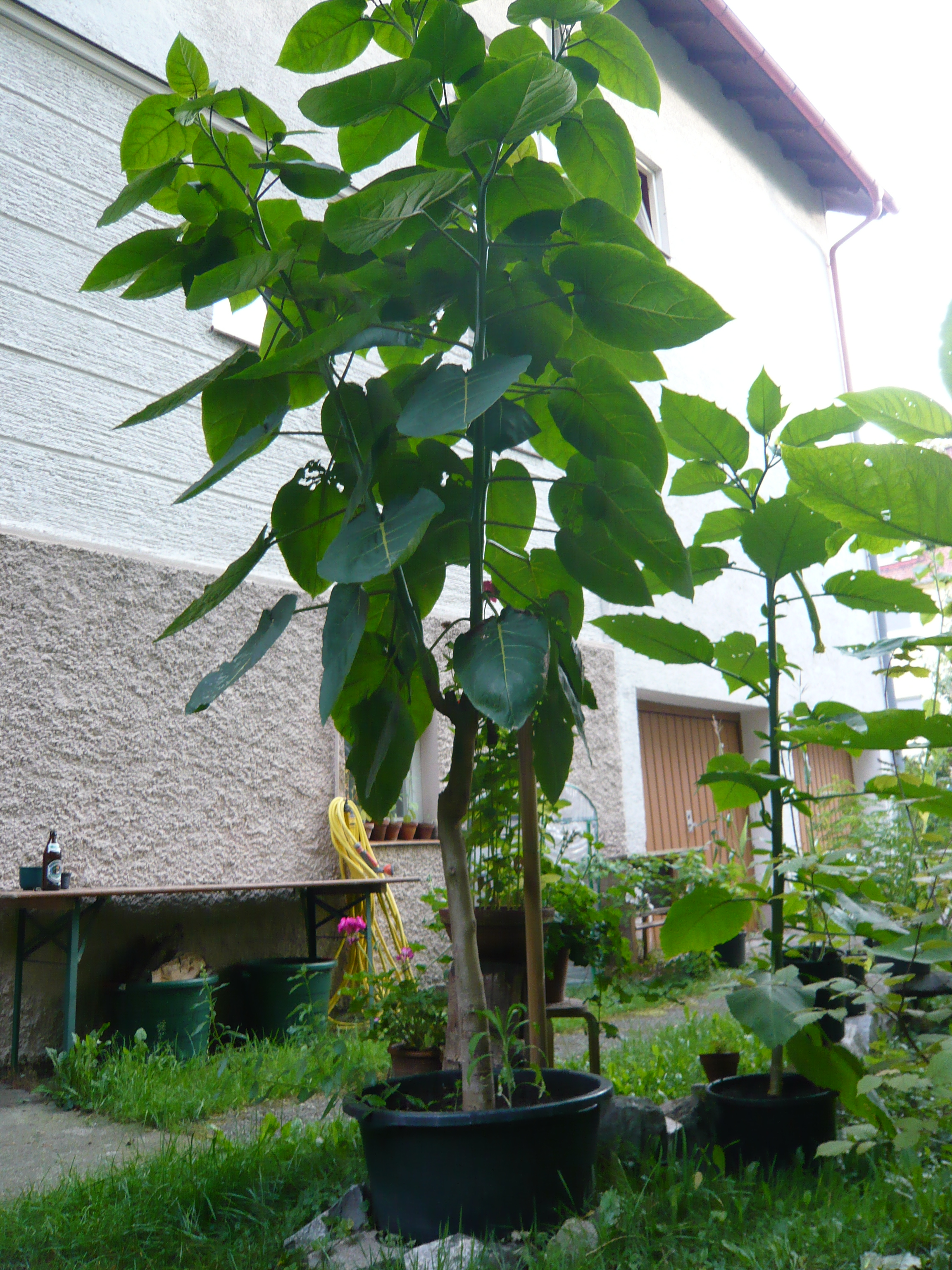
Vista de la planta

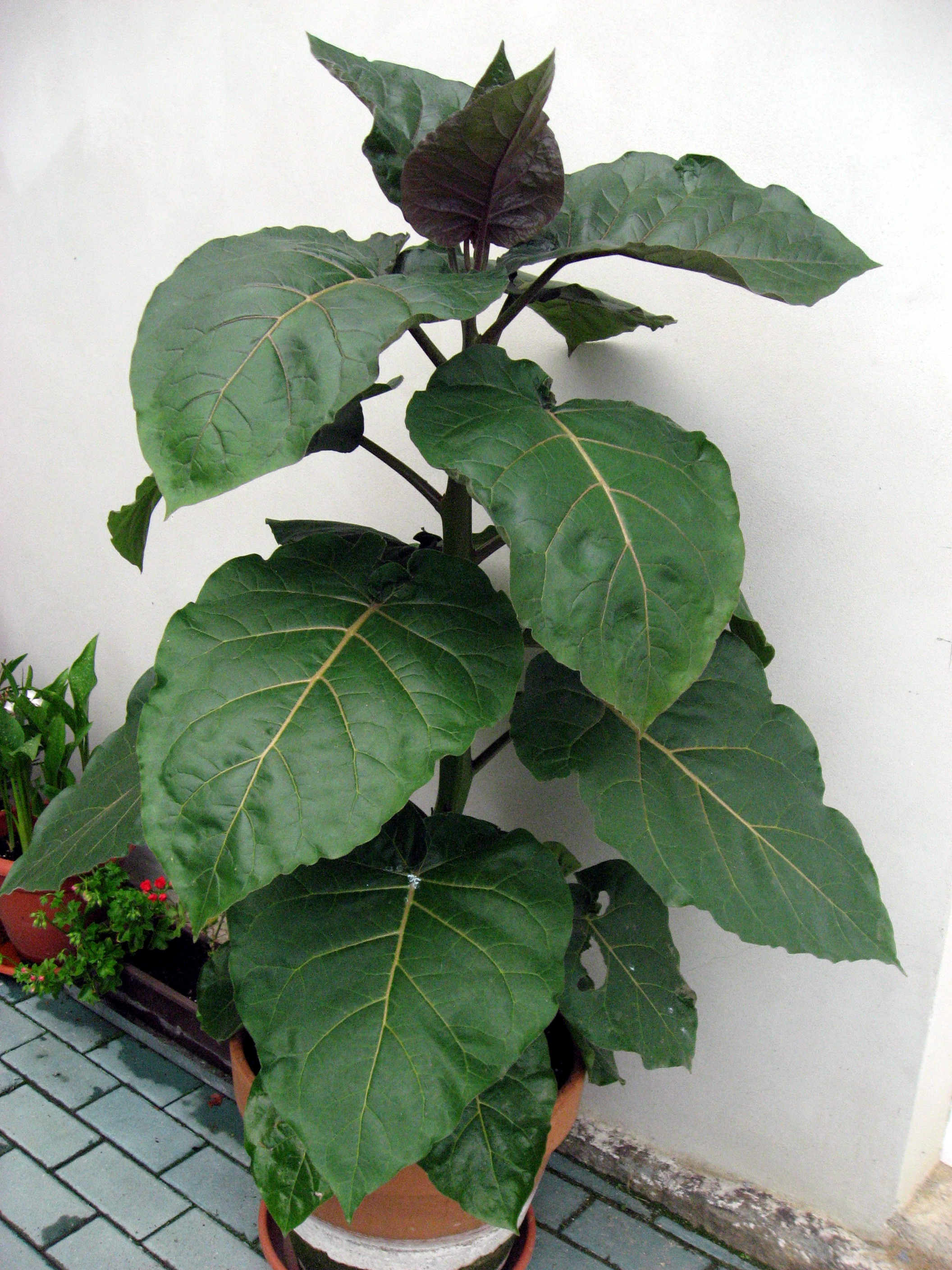
Hojas

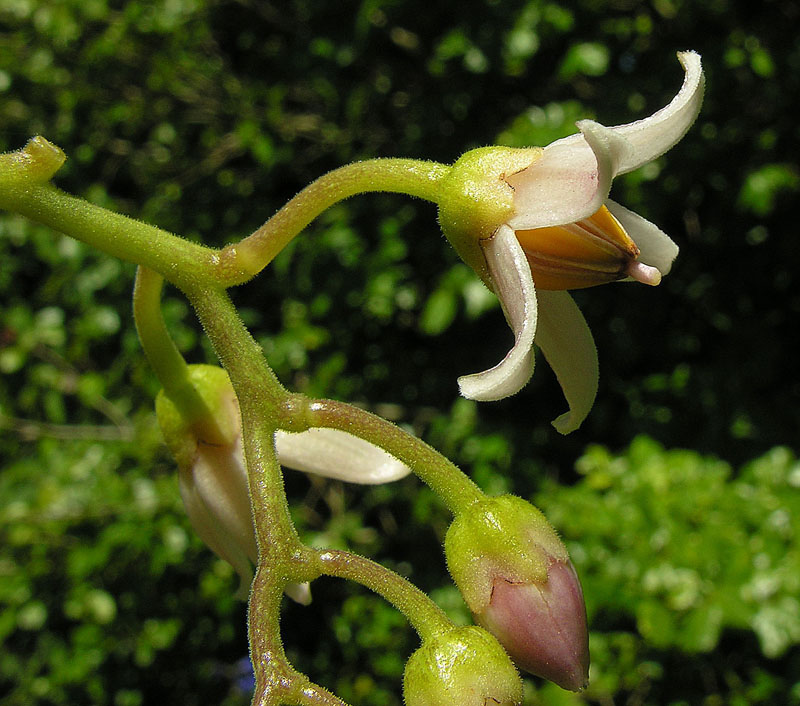
Flor

Su rango nativo no está resuelto. Las subpoblaciones putativas silvestres son pequeñas, en áreas restringidas de Argentina y Bolivia. Se cultiva en los Andes, sur de Europa, África y Nueva Zelanda. Es imprescindible disponer de especímenes silvestres para su conservación, mejoramiento y estudio.

## Descripción
Tiene hojas alternas, enteras, en los extremos de las ramas, con peciolo robusto de 4 a 8 cm de longitud. El limbo presenta de 15 a 30 cm de longitud, con forma ovalada, acuminado, de color verde oscuro, un poco áspero al tacto. Las hojas jóvenes tienen una fina pubescencia en ambas caras. La nerviación es marcada y sobresaliente. Las flores son pequeñas, de 1,3 a 1,5 cm de diámetro, de color blanco-rosáceo, dispuestas en pequeños racimos terminales. Tienen cinco pétalos y cinco estambres amarillos. Florece en mayo-junio. El fruto es una baya ovoide de 4 a 8 cm x 3 a 5 cm, con un largo pedúnculo en el que persiste el cáliz de la flor. La piel es lisa,  de color rojo o anaranjado en la madurez, con estrías de color más claro. La pulpa es jugosa, algo ácida, de color naranja, a roja, con numerosas semillas. Los frutos son comestibles, pudiendo comerse crudos directamente o en ensaladas o preferiblemente se cocinan para preparar jugos, dulces y postres. Proporcionan hierro, potasio, magnesio, fósforo y vitaminas A, C y E.

## Adaptaciones y requerimientos climáticos
Crece en climas propios del bosque húmedo montañoso con temperaturas que se encuentran entre los 13 y 24 °C, en ambientes donde la precipitación ronde los 600 y 1500 mm anuales; Así mismo en altitudes que se encuentre entre los 800 a 2800 m s. n. m. Es muy sensible a las bajas temperaturas, vientos de gran intensidad y sequías. Requiere suelos francos arenosos, con buen drenaje, ricos en materia orgánica y se ve beneficiada por el abono.

## Usos
Los usos medicinales que se le atribuyen en Colombia y Ecuador están relacionados con las afecciones de garganta y gripe. El fruto o las  hojas, previamente calentadas, se aplican durante la inflamación de amígdalas o anginas. Para la gripe, se consume el fruto fresco en ayuno. Se sabe que el fruto posee alto contenido de ácido ascórbico. Otra propiedad atribuida es como remedio para los problemas hepáticos en Jamaica y Bolivia. Se puede utilizar cocinado o no. Suele realizarse salsa de ají de igual manera con este fruto. En Colombia, el fruto se prepara en jugo o sorbete.

## Multiplicación y cultivo
Se multiplica por semillas, que germinan con mucha facilidad. Presenta crecimiento muy rápido, dando frutos al año de sembrado y continuamente durante cuarenta y ocho  meses. Se recomienda cultivarlo en clima frío a 1400-2400 m s. n. m.
Los principales productores son Portugal, Colombia, Brasil, Nueva Zelanda, Kenia, Sudáfrica, Estados Unidos, India y Sri Lanka.

## Taxonomía
Solanum betaceum fue descrita por Antonio José de Cavanilles y publicado en Anales de Historia Natural 1: 44–45. 1799.
Etimología
Solanum: nombre genérico que deriva del vocablo latino equivalente al griego στρύχνος (strychnos) para designar el Solanum nigrum (la "Hierba mora") —y probablemente otras especies del género, incluida la berenjena—, ya empleado por Plinio el Viejo en su Historia naturalis (21, 177 y 27, 132) y, antes, por Aulus Cornelius Celsus en De Re Medica (II, 33). Podría ser relacionado con el Latín sol. -is, "el sol", debido a que la planta sería propia de sitios algo soleados.
betaceum: epíteto latino que significa "como remolacha".
Sinonimia
Los siguientes nombres se consideran sinónimos de Solanum betaceum (se provee cita original y localización del ejemplar tipo).
- Solanum crassifolium Ortega; Hort. Matr. Dec. 9: 117. 1800. non Solanum crassifolium Lam. (1794), nec Salisb. (1796). Tipo: España, cultivado en Madrid

- Pionandra betacea (Cav.) Miers; London J. Bot. 4: 358. 1845 Tipo: Basado en Solanum betaceum Cav.

- Cyphomandra betacea (Cav.) Sendtn.; Flora 28: 172, tab. 6, figs. 1-6. 1845 Anon., Bull. Misc. Inform. 2. 1887; J. D. Hook., Bot. Mag., ser. 3, 60, Tab. 7682. 1899

- Cyphomandra procera Wawra; Oesterr. Bot. Zeitschr. 7: 221. 1863 Tipo: Austria, cultivado en huerta Schönbrunn

- Solanum insigne Lowe; Man. Fl. Madeira 2(1): 84. 1868. Lowe, J. Roy. Hort. Soc. N. S. 1(4): 178. 1867. Tipo: Madeira, cultivado en Caminho do Torriao, Funchal, mayo 1871 (st), Lowe s.n. (lectotipo, BM, designado por Bohs, 1994)

- Cyphomandra crassifolia (Ortega) Kuntze; Revis. Gen. Pl. 3(2): 220. 1898. Tipo: Basado en  Solanum crassifolium Ortega

- Cyphomandra crassifolia (Ortega) J.F.Macbr.; Publ. Field Mus. Nat. Hist., Bot Ser. 8: 112. 1930. Tipo: Basado en Solanum crassifolium Ortega